# 葉夫根尼·米勒
葉夫根尼·卡爾洛維奇·米勒（或依俄文译为米列尔；1867年10月7日—1939年5月11日），又名欧根·路德维希·缪勒（德语：Eugen Ludwig Müller），俄羅斯帝國陸軍中將，俄國內戰中的保皇黨白軍領袖之一。

## 生平

### 早年
米勒出生於杜納堡（今拉脫維亞陶格夫匹爾斯）的波羅的海德意志人貴族家庭，早年就讀於尼古拉陸軍參謀學院後在禁衛軍中任職。1898年起，米勒出任駐外使館武官，先後派駐羅馬、海牙、布魯塞爾等地，直到1907年返國。一次大戰期間，米勒曾出任莫斯科軍區司令、第5軍軍長等，並晉升為中將。

### 俄國內戰
1917年二月革命後，米勒即遭到自己的部下扣押；但在十月革命時脫逃，抵達阿爾漢格爾斯克並自稱「北俄羅斯總督」，控制阿爾漢格爾斯克、摩爾曼斯克、奧洛涅茨等地的白軍，在1919年時也曾與西伯利亞的亞歷山大·高爾察克白軍合作。米勒的部隊獲得協約國──尤以英國為首的大力支持，但儘管如此，他仍在1919年夏季於北德維納河遭紅軍擊潰，前來干涉的英軍也決定撤離，留下米勒獨力對抗紅軍。
1920年2月，米勒率領八百名流亡者乘船逃往挪威的特羅姆瑟，之後轉往法國，與流亡巴黎的尼古拉·尼古拉耶維奇大公、彼得·弗蘭格爾將軍會合，繼續宣傳其反共主張。米勒在1930年代時曾出任俄羅斯全軍聯盟的主席。

### 綁架案
1937年9月22日，在全軍聯盟中擔任情報主管的尼古拉·斯科布林邀請米勒前往巴黎的一處情報站碰面，名義上是要與兩位來自德國軍情機關「阿勃維爾」的特務會面。實際上，斯科布林的實際身分是潛伏在全軍聯盟中的蘇聯內務人民委員部的雙面間諜，兩位德國特務也是由內務人民委員部成員假扮。米勒在會面中即遭到迷昏，並秘密送到停泊在勒阿弗爾的一艘蘇聯船隻上扣押；然而，米勒在出發會面前早在自己的筆記中留下了後路，假設自己沒有回來，最有可能的犯人便是可疑的斯科布林。
法國警方雖然立刻大舉搜索，但斯科布林早已躲進蘇聯使館，隨後偷渡到巴塞隆納，當地的西班牙共和政府拒絕將他引渡回法國；但他留在法國的妻子，也是著名歌手的娜傑日達·普列維茨卡婭則因間諜罪被捕，並判處20年徒刑，她在1940年時於雷恩的監獄中病逝。
不久，米勒被內務人民委員部送回莫斯科，於1939年5月11日未經審判即遭處決。據前內務人民委員部幹部帕維爾·蘇多普拉托夫的所述，米勒綁架案雖然造成了令人側目的爭議，但也有效的切斷了前白軍人物與德國之間的合作。此外，米勒在被囚禁於莫斯科期間留下了少量書信，他們的複本目前收藏於美國國會圖書館。

## 大眾文化
- 米勒的綁架事件曾為蘇聯作家阿纳托利·里巴科夫改編為小說《恐懼》（Страх）；在2004年時又被法國導演埃里克·侯麥翻拍為電影《三重間諜》。
- 在弗拉基米爾·納博可夫的短篇小說〈助理製片〉（The Assistant Producer，收錄於弗拉基米尔·纳博可夫故事集（英语：The Stories of Vladimir Nabokov））中，費德成科將軍（General Fedchenko）的原型即是米勒，他在故事中背叛了格魯布科夫將軍（General Golubkov）。
- 在尼基塔·米哈爾科夫的電影《毒太陽》中，出身前白軍軍官的主角米恰（Mitya）在巴黎擔任鋼琴師，但他實際上是NKVD的特務，曾經參與了八次對前白軍將領的綁架，這些受害者都被送回莫斯科，無一倖免；劇中曾提及了一位名為維納（Weiner）的將軍，可能就是暗指米勒事件。